# Achyranthes
- Commons
- Wikispecies

Achyranthes L. é um género botânico pertencente à família Amaranthaceae.

## Sinonímia
- Centrostachys Wall.

## Espécies
- Achyranthes arborescens
- Achyranthes aspera
- Achyranthes atollensis
- Achyranthes bidentata
- Achyranthes canescens
- Achyranthes faureri
- Achyranthes indica
- Achyranthes japonica
- Achyranthes longifolia
- Achyranthes mutica
- Achyranthes splendens
- Achyranthes talbotii
- Lista completa

## Classificação do gênero
| Sistema | Classificação                      | Referência               |
| ------- | ---------------------------------- | ------------------------ |
| Linné   | Classe Pentandria, ordem Monogynia | Species plantarum (1753) |